# Põltsamaa (Fluss)
Die Põltsamaa (deutsch Pahle) ist ein 135 km langer Fluss in Estland und Teil des Flusssystems Narva.
Sie entspringt in der Gemeinde Tamsalu, fließt in allgemein südwestlicher Richtung, durchquert dann die nach ihr benannte Stadt Põltsamaa, um schließlich nordöstlich des Wirzsees in die Pedja zu münden.